# Stigmatodactylus
Stigmatodactylus es un género de orquídeas de la subfamilia Orchidoideae dentro de la familia Orchidaceae. Tiene diez especies.

## Especies deStigmatodactylus
- Stigmatodactylus celebicus  Schltr. (1911)
- Stigmatodactylus croftianus  (Kores) Kores (1992)
- Stigmatodactylus gibbsiae  (Kores) Kores (1992)
- Stigmatodactylus javanicus  Schltr. & J.J.Sm.(1905)
- Stigmatodactylus lamrii  (J.J.Wood & C.L.Chan) D.L.Jones & M.A.Clem. (2001)
- Stigmatodactylus paradoxus  (Prain) Schltr. (1911)
- Stigmatodactylus serratus  (Deori) A.N.Rao (1987)
- Stigmatodactylus sikokianus  Maxim. ex Makino (1891) - especie tipo
- Stigmatodactylus variegatus  (Kores) Kores (1992)
- Stigmatodactylus vulcanicus  (Schodde) Maek. (1971)